# Col de l'Oulettaz
Le col de l'Oulettaz est un col de France situé dans les Alpes, entre le massif des Bornes et la chaîne des Aravis, au-dessus du Grand-Bornand et du Reposoir. S'élevant à 1 925 mètres d'altitude entre la pointe des Delevrets à l'ouest et la pointe de Rouelletaz à l'est, il est facilement accessible depuis le col des Annes tout proche via le sentier de grande randonnée de pays Massif de Tournette-Aravis. Il marque une étape avant l'ascension vers le refuge de la Pointe Percée – Gramusset et au-delà à la pointe Percée.

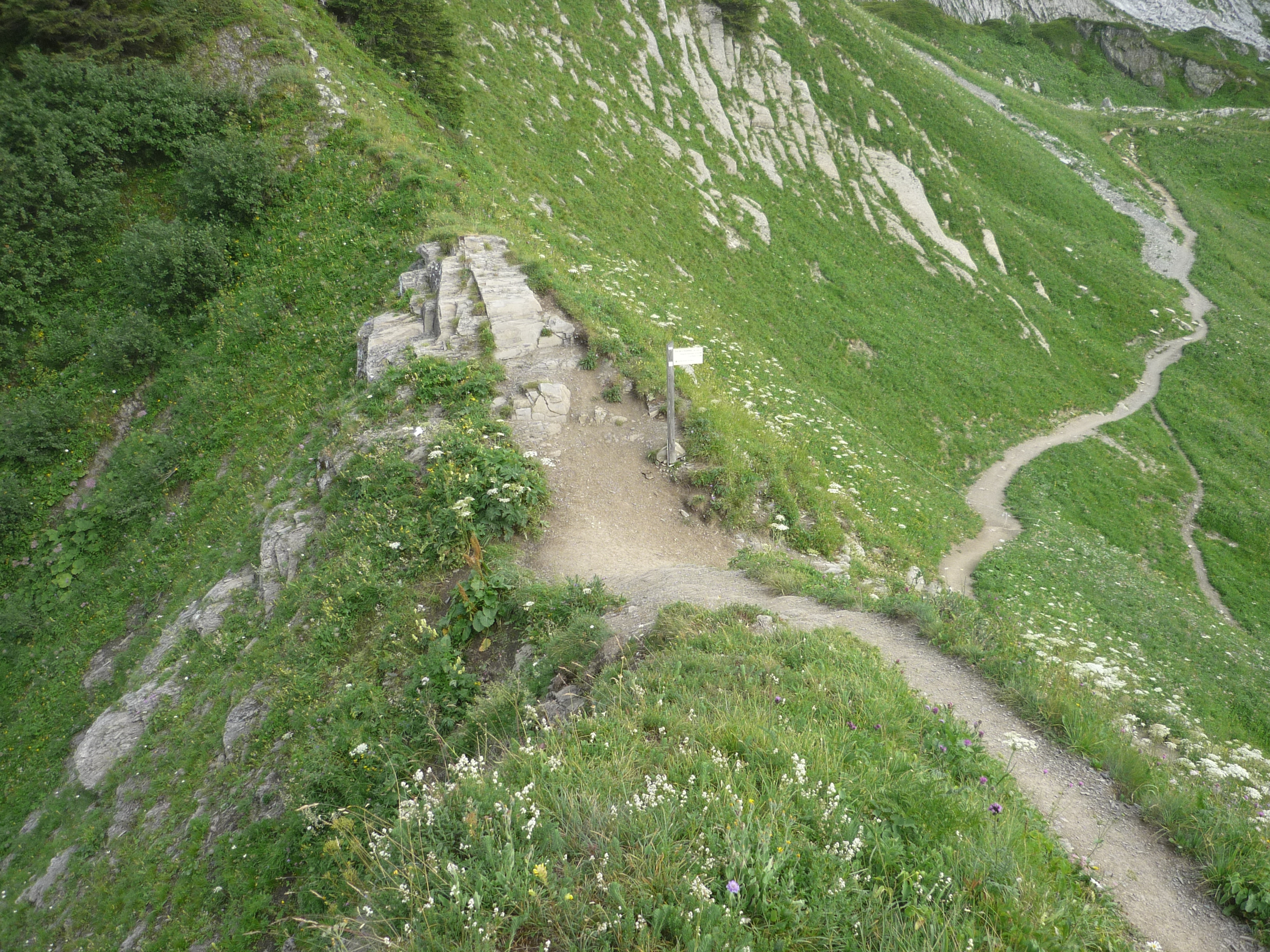
Le col de l'Oulettaz avec le sentier de randonnée menant au refuge de la Pointe Percée – Gramusset.